# Jacques Robert (médecin)
Pour les articles homonymes, voir Jacques Robert et Robert.
Jacques Robert, né à Valensole le 2 août 1671, est un médecin français.

## Biographie
Fils d’Esprit Robert, avocat en la Cour, et d’Anne de Gérard, il fut reçu docteur en médecine et exerça d’abord sa profession dans sa ville natale, où il se maria, le 25 janvier 1700, avec Angélique de Guérin. Il était établi à Marseille, lors de l’invasion de la peste de 1720. Par les progrès de l’épidémie, le plus grand nombre des médecins ayant succombé, ou ayant été mis hors d’état de porter des secours aux malades, soit par rapport aux fatigues qu’ils avaient éprouvées, soit par l’état de convalescence dans lequel ils se trouvaient, il ne resta, avec Audou, au nombre de deux seuls médecins dans la ville, et se distingua par son zèle et son dévouement à servir les pestiférés. Robert servit, dans la ville et dans les hôpitaux de la Charité et du Jeu-de-Mail, avec beaucoup de zèle pendant tout le temps de l’épidémie et résista à la contagion sans éprouver aucune incommodité, mais il perdit toute sa famille.
De concert avec Antoine Deidier, conseiller-médecin du roi, professeur en médecine de l’Université de Montpellier, député de la Cour pour venir porter des secours aux pestiférés de Marseille, et Claude Rimbaud, docteur en médecine de l’Université d’Aix, Jacques Robert a publié des observations sur les causes de la peste et le mode de communication de cette maladie. Ses expériences menées sur des chiens l’avaient amené à postuler que la peste ne se serait communiquée, ni par le pus des bubons, ni par le sang des pestiférés, mais seulement par la bile que ces auteurs considéraient comme le véhicule de la contagion, observations imprimées, par ordre du roi, dans un traité paru en 1744.
Après la peste de Marseille, Jacques Robert fut médecin ordinaire de l’hôpital du Jeu-de-Mail. Après l’épidémie, il se remaria et eut une fille qui remplaça la famille qu’il avait perdue. La date de sa mort est inconnue.

## Publications
- Traité des causes, des accidents et de la cure de la peste, Paris, Pierre-Jean Mariette, 1744, in-4°.